# Centre d'étude de la forêt
Pour les articles homonymes, voir CEF.
Le Centre d'étude de la forêt (CEF) est l'un des regroupements stratégiques des Fonds de recherche du Québec - Nature et technologies (FRQNT). Il rassemble 74 chercheurs du Québec (Canada) issus d'une multitude de disciplines relatives à la forêt. Les membres du centre sont répartis dans onze universités québécoises. Sa mission est double : la formation avancée et la recherche sur la forêt.

## Historique
En 2006, le Centre de Recherche en Biologie Forestière (CRBF)  et le Groupe de Recherche en Écologie Forestière interuniversitaire (GREFi) fusionnent pour former le Centre de recherche sur la forêt (CEF). Le CRBF existait depuis 1985, et J. André Fortin en avait été le premier directeur. Le GREFi a été fondé en 1987. 
Le CEF dépose un mémoire lors des travaux de la Commission d’étude sur la gestion de la forêt publique québécoise, où sa proposition d'une gestion écosystémique des forêts deviendra l'une des recommandations clé du rapport. Cette commission d’étude scientifique, technique, publique et indépendante a été constituée en 2003, et elle avait pour mandat "d’examiner la gestion des forêts du domaine de l’État". La commission était dirigée par Guy Coulombe et le rapport est connu sous son nom : le rapport Coulombe. 

## Direction du CEF
- 2006 à 2010[4] : Christian Messier est le premier directeur du CEF. Il réalise des travaux en écologie forestière appliquée[5], et il est professeur à l'Université du Québec à Montréal et à l'Université du Québec en Outaouais.
- 2010 - : Louis Bernier et Pierre Drapeau assument la codirection du Centre depuis 2010[4]. Louis Bernier est spécialiste des pathologies forestières, et il est professeur à la Faculté de foresterie, de géographie et de géomatique de l'Université Laval[6]. Pierre Drapeau réalise des travaux en écologie animale, et il est professeur Département des sciences biologiques de l'Université du Québec à Montréal[7].

## Axes de recherche
Les travaux de recherches regroupés au CEF couvrent quatre axes de recherche :
- Génétique, écologie moléculaire et écophysiologie
- Écologie des populations, des communautés et biologie de la conservation
- Fonctionnement et dynamique des écosystèmes forestiers
- Nouvelles approches sylvicoles et stratégies d'aménagement durable des forêts

## Quelques prix et distinctions reçus par les membres
- 2007 : Yves Bergeron - prix Marie-Victorin, l'un des Prix du Québec[9]
- 2019 : Yves Bergeron - prix Acfas Adrien-Pouliot, pour sa coopération avec la France[10]
- 2018 : Jérôme Dupras - prix Relève scientifique, l'un des Prix du Québec[11]
- 2013 : Jean Bousquet - prix Acfas Michel-Jurdant, sciences de l'environnement[12].